# カグラザメ
カグラザメ（神楽鮫、Hexanchus griseus、英名：Bluntnose sixgill shark）は、カグラザメ目カグラザメ科に属するサメの一種。

## 特徴
全世界の熱帯から温帯の海域に広く分布する。水深2,000mまでの深海に生息する。
全長6m。背側の体色は灰色か褐色でオリーブがかっていることもある。腹側に行くにつれて白色になる。背鰭は1基で、体の後方に位置している。吻は扁平で、大きくカーブしている。6対の鰓裂をもつ。現生の板鰓類の鰓裂はほとんどが5対であり、他に6対の鰓裂をもつ板鰓類は、シロカグラ H. nakamurai、Atlantic sixgill shark H.vitulus、ラブカ Chlamydoselachus anguineus、African frilled shark C. africana、ムツエラノコギリザメ Pliotrema warreni、Pliotrema kajae、Pliotrema annae、ムツエラエイ Hexatrygon bickelliがいる。歯の形状は非常に特徴的で、下顎の両側に6つの鋸状の歯をもつ。
餌の種類は豊富でサメを含むあらゆる魚類、甲殻類、頭足類、貝類、海産哺乳類などを捕食する。胎生で、子宮内で卵を孵化させる。一度に22 - 108尾の幼魚を産む。出産直後の幼魚の大きさは60 - 75cm程度。

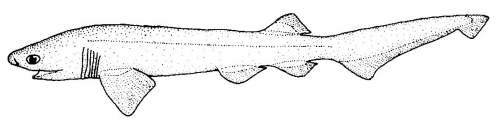
カグラザメ
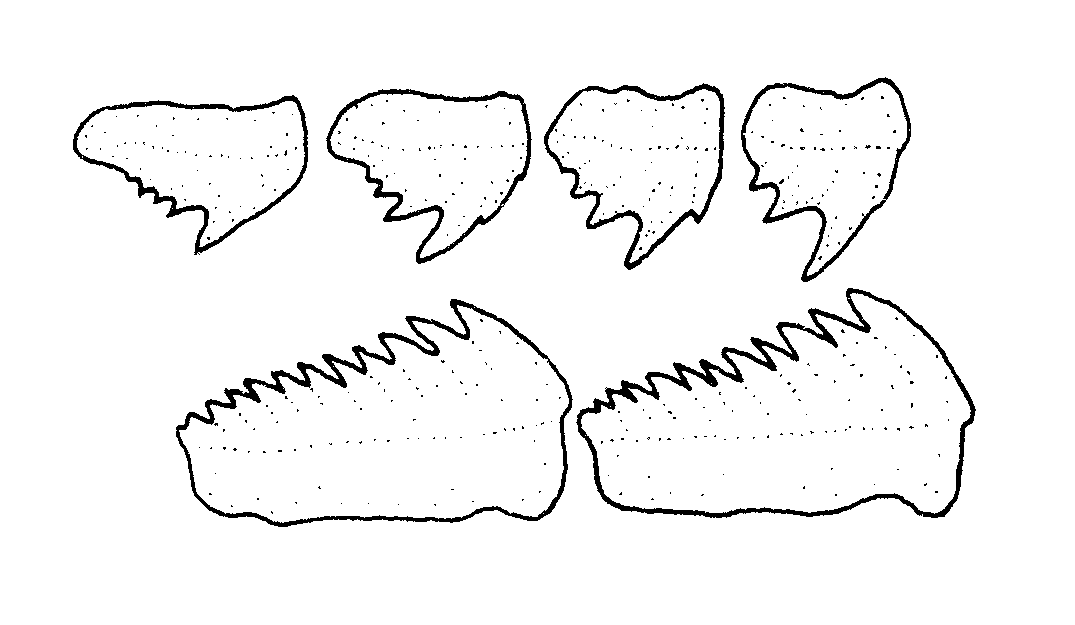
カグラザメの歯

## 人との関わり
漁業、スポーツフィッシングの対象になる。水産物としては肉や肝油が利用される。
普段は深海に生息しているため人と遭遇する確率は低く、人を襲うこともほとんどない。しかし、強い顎と鋭い歯を持っているので、釣り上げたときなどは注意が必要である。
2013年1月10日に引き揚げられたカグラザメが、静岡県沼津市にある沼津港深海水族館で1月19日まで飼育されていた。また、2015年には、青森県で1月8日に引き揚げされたカグラザメが1月11日、12日に青森市の浅虫水族館で特別公開された。また、同年1月23日から2月9日には茨城県大洗町にあるアクアワールド大洗で茨城県水産試験場の調査船が捕獲したカグラザメの展示を行った。